# Santa Efigênia (Belo Horizonte)
Santa Efigênia é um bairro da região leste de Belo Horizonte.
É um dos maiores bairros, em área, de Belo Horizonte, dividido ao meio pela Avenida do Contorno.
Abriga a Área Hospitalar de Belo Horizonte, perímetro onde se encontram os maiores e mais importantes hospitais públicos de Minas Gerais como a Santa Casa, o Hospital das Clínicas, o Hospital São Lucas, o Pronto Socorro João XXIII e o Hospital Semper, além de inúmeras clínicas e consultórios médicos. Fora isso, o bairro Santa Efigênia abriga uma das áreas mais bohemias de Belo Horizonte. A avenida Brasil concentra inúmeros bares da noite, inclusive um dos mais antigos de BH que é o BAR 41 ou BRASIL 41.
Algumas casas de espetáculo encontram-se neste bairro como o (Teatro Marília), Teatro da Maçonaria, Freegels Music Hall, LAPA Multishow e o Centro de Cultura Nansen Araújo (SESI), Bar Brasil. No bairro, também é localizado o Boulevard Shopping, um dos maiores shoppings de Belo Horizonte.

## História
Da idade de Belo Horizonte, tem história intimamente ligada à construção do 1º Batalhão da Polícia Militar de Minas Gerais, na Praça Floriano Peixoto.
O prédio, em estilo neoclássico, projetado pelo Conde de Santa Marinha, foi criado para alojar os militares transferidos do destacamento de Ouro Preto.
A importância da construção influenciou até a denominação do bairro, que durante muitos anos, se chamou Quartel. Com o tempo, os militares se tornaram menos numerosos, mas ainda representam uma parcela significativa de moradores da região e várias ruas lhes prestam homenagem.
O atual nome do bairro é um tributo a Santa Ifigênia, padroeira dos militares.
Com a bela Igreja de Santa Efigênia dos Militares sendo um dos pontos marcantes da região.
Nos primeiros anos da nova capital do Estado, o lugar também abrigou muitos dos trabalhadores que ajudaram a erguer a cidade planejada por Aarão Reis, além de médicos, enfermeiros, estudantes, professores e funcionários públicos de diferentes setores que por lá foram se estabelecendo, depois de inaugurada a cidade.

## Infraestrutura

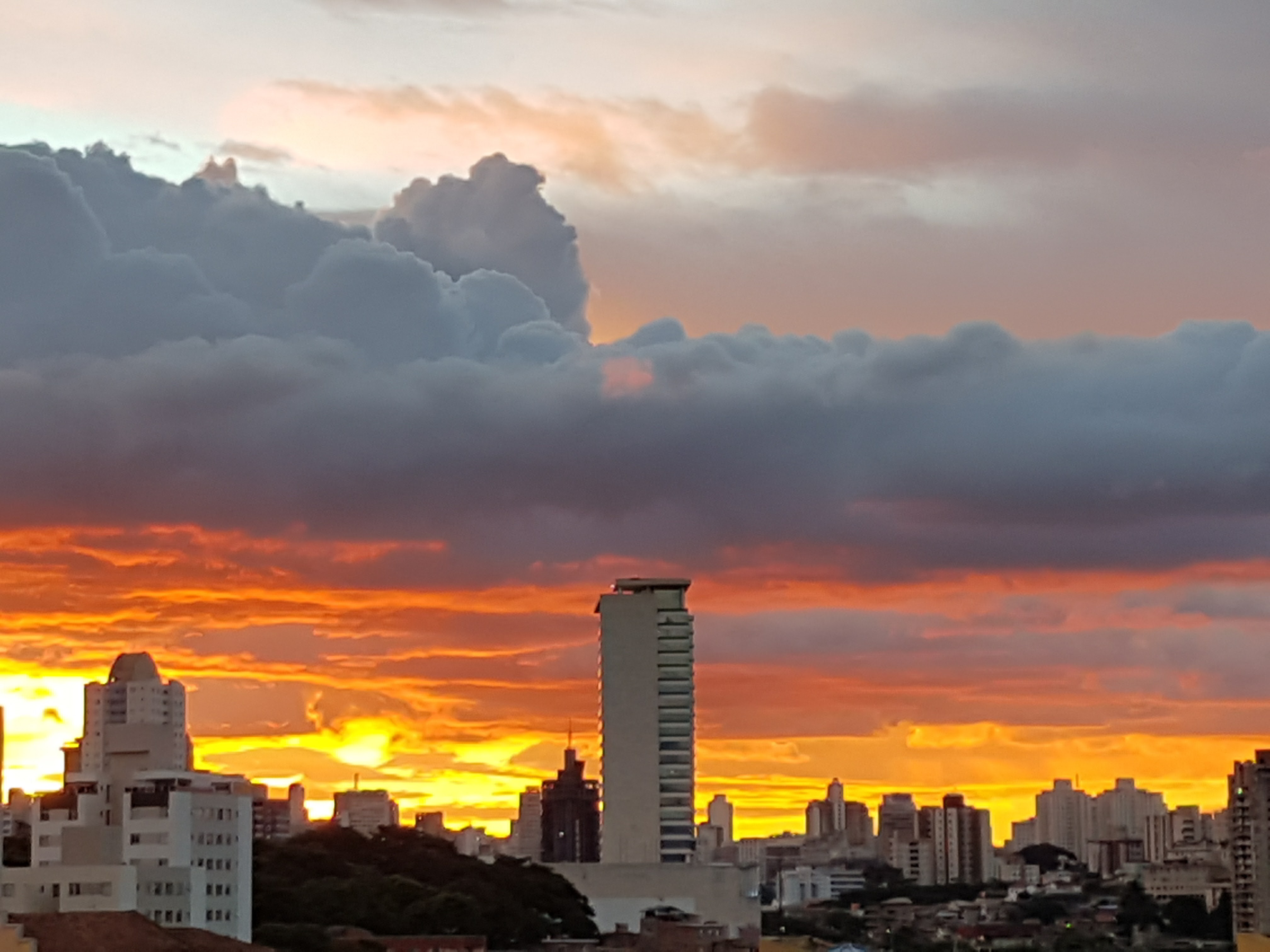
Vista do bairro ao final da tarde

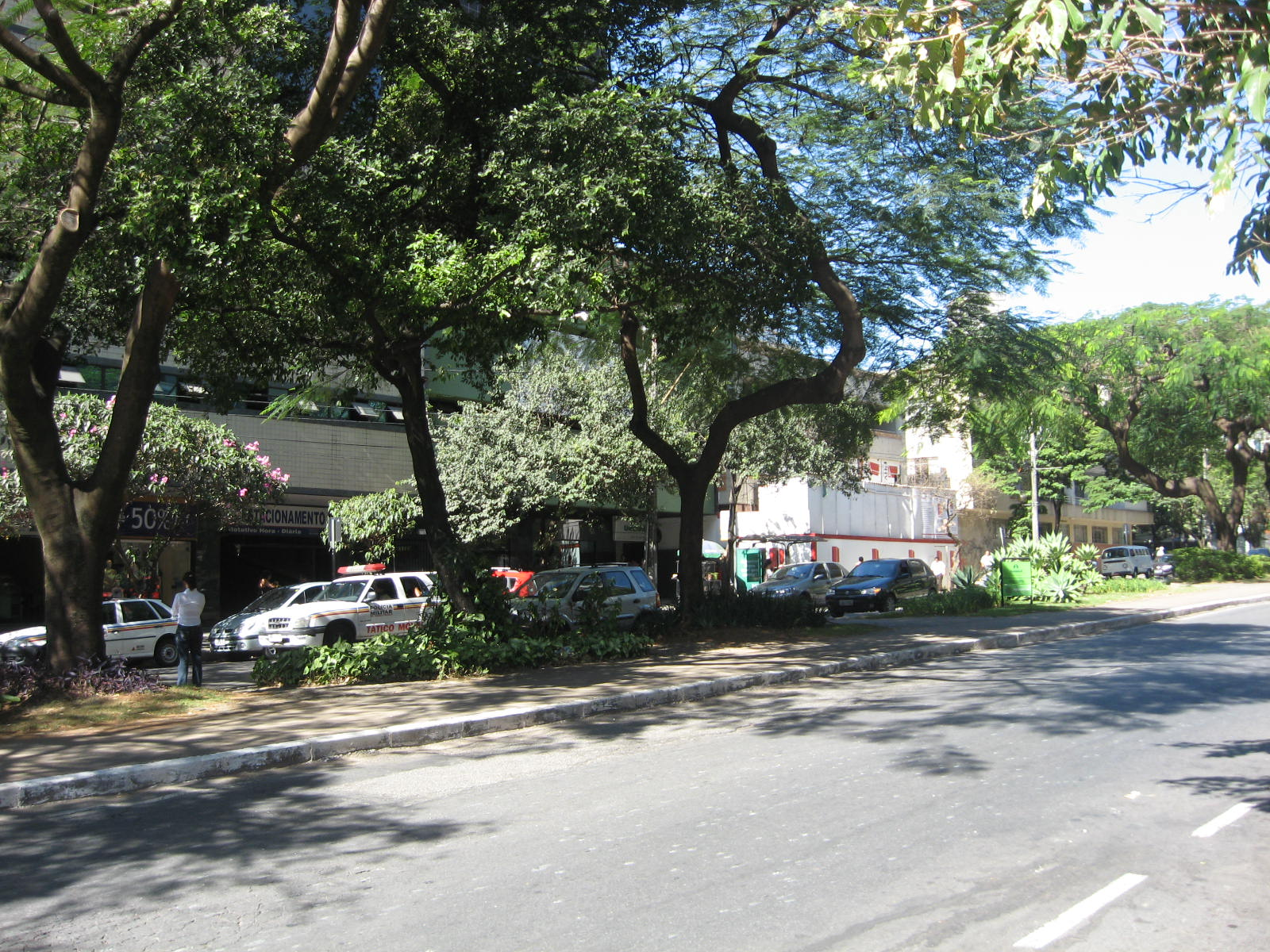
Aspecto do bairro Santa Efigênia

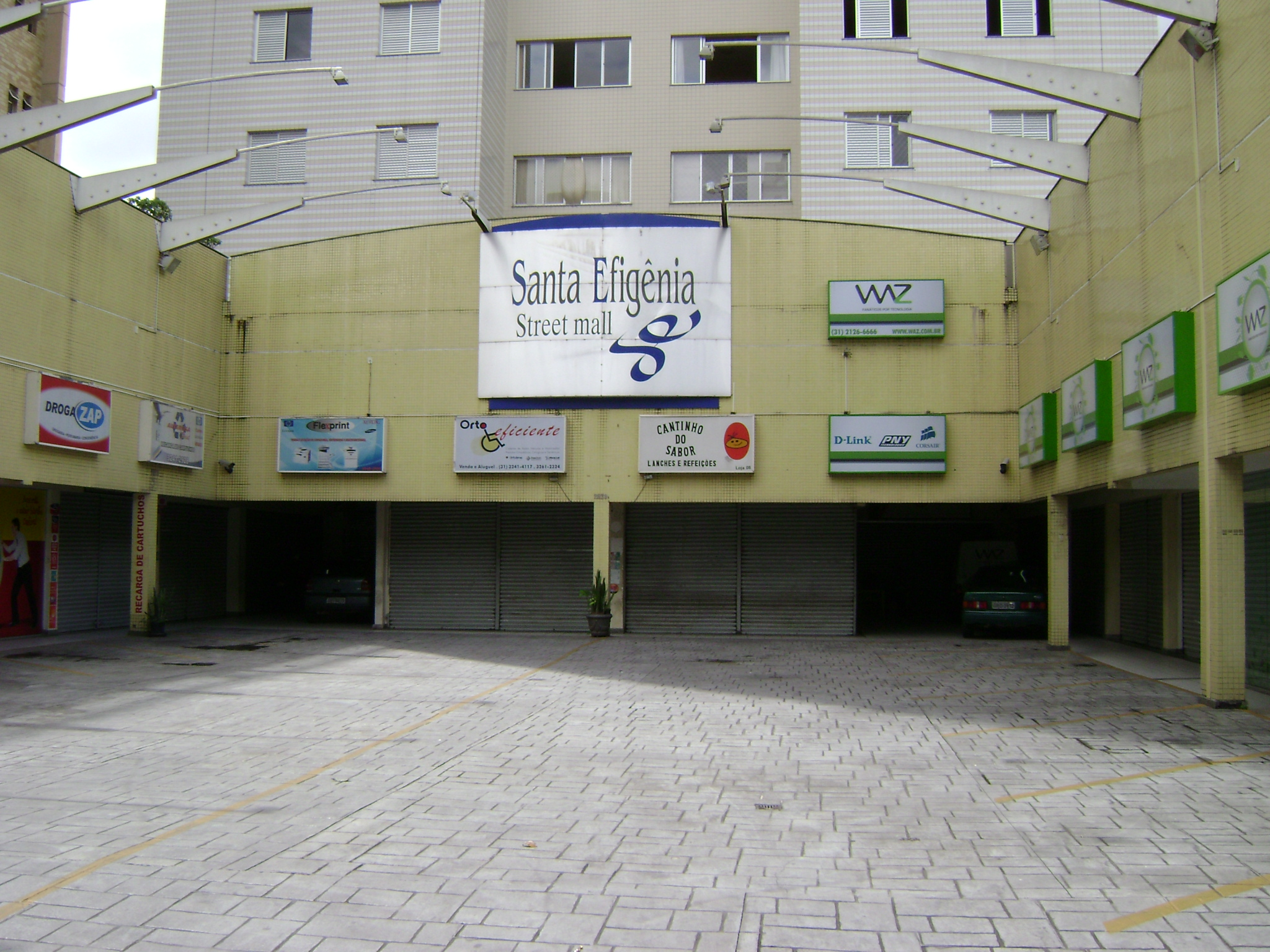
Entrada do Santa Efigênia Street Mall, no bairro Santa Efigênia.

Com acesso privilegiado pelas avenidas do Contorno, Brasil, Francisco Sales e dos Andradas, o bairro Santa Efigênia fica a poucos minutos do Centro.
Praças como Hugo Werneck e Marechal Floriano Peixoto compõem as áreas de lazer e servem de ponto de encontro dos moradores.
Com ampla rede de comércio e serviços, e, a despeito de ser um dos bairros mais antigos de Belo Horizonte, está cercado por toda infra–estrutura e facilidades exigidas pela vida moderna.
Pelas principais ruas e avenidas do bairro, espalham-se agências bancárias, colégios, faculdades, restaurantes e pontos comerciais variados, além de casas noturnas, bares e restaurantes que movimentam a economia, atendendo a clientes locais e do entorno.
É um bairro com tradição educacional, possuindo escolas como o Grupo Escolar D. Pedro II, cujo prédio é tombado pelo Instituto Estadual do Patrimônio Histórico e Artístico de Minas Gerais, além de contar com a proximidade de outros renomados centros educativos, dentre os quais os colégios Arnaldo e Logosófico, na divisa com o bairro Funcionários.
O bairro abriga também imponentes exemplares da arquitetura mineira e vários complexos tombados pelos Patrimônios Históricos Municipal e Estadual, entre eles, o complexo arquitetônico da Praça Hugo Werneck, com seus jardins e monumentos, a Maternidade Hilda Brandão, o 1º Batalhão da Polícia Militar de Minas Gerais e a Faculdade de Medicina da UFMG.
O Centro de Memória da Medicina, localizado na Avenida Alfredo Balena, guarda uma rica coleção de objetos de laboratório, instrumentos e equipamentos médicos e conta com um acervo de obras raras, livros, dicionários, periódicos, coleções pessoais e documentação relativa à história da medicina e da própria faculdade de medicina da UFMG, instalada na capital em 1911.
Principais pontos comerciais e financeiros
- Shopping boulevard
- Banco Bradesco, Brasil, Santander, Caixa.
- Extra
- Uai china

Alguns bairros próximos são:
- Centro
- Floresta
- Funcionários
- São Lucas
- Santa Tereza
- Savassi